# Józef Nogaj
Józef Nogaj (ur. 3 marca 1856 w Bliznem, zm. 11 listopada 1926 we Lwowie) – polski nauczyciel, dyrektor gimnazjalny.

## Życiorys
Urodził się 3 marca 1856 w Bliznem jako syn Franciszka. Był wyznania rzymskokatolickiego. Miał pięcioro rodzeństwa, jego ojciec zmarł przedwcześnie. 23 czerwca 1875 zdał egzamin dojrzałości w C. K. I Gimnazjum w Rzeszowie. W 1879 ukończył studia na Wydziale Filozoficznym Uniwersytetu Lwowskiego pod kierunkiem profesora Romana Pilata. Podczas studiów otrzymał stypendium krajowe w 1877. Podjął pracę nauczyciela od 26 września 1886. Egzamin zawodowy złożył 12 grudnia 1885. Mianowany nauczycielem rzeczywistym 26 sierpnia 1886. Od 1886 do 1889 pracował w C. K. IV Gimnazjum we Lwowie jako zastępca nauczyciela i następnie nauczyciel. Od 1889 jako rzeczywisty nauczyciel pracował w C. K. I Gimnazjum w Tarnopolu, w tym od 1892 jako c. k. profesor. Następnie od 1895 do 1899 był profesorem C. K. V Gimnazjum we Lwowie. Był nauczycielem języka polskiego i historii kraju rodzinnego. Od 1 marca 1899 do 1905 pełnił stanowisko dyrektora macierzystego C. K. I Gimnazjum w Rzeszowie. Otrzymał VI rangę w zawodzie od 24 grudnia 1908. Od roku szkolnego 1905/1906 był dyrektorem C. K. V Gimnazjum we Lwowie. Pozostawał na tym stanowisku przez wiele lat, także po odzyskaniu przez Polskę niepodległości w pierwszych latach II Rzeczypospolitej, w przemianowanym V Państwowym Gimnazjum im. Hetmana Stanisława Żółkiewskiego we Lwowie do 1926. Do tego czasu był członkiem Rady Szkolnej Powiatowej.
Był delegatem Macierzy Szkolnej dla Księstwa Cieszyńskiego. Był członkiem Towarzystwa Literackiego im. Adama Mickiewicza we Lwowie, działając w komisji rewizyjnej. W Rzeszowie od 1901 do 1905 był prezesem rzeszowskiego koła Towarzystwa Nauczycieli Szkół Wyższych i Średnich. Zmarł 11 listopada 1926 we Lwowie. Został pochowany na Cmentarzu Łyczakowskim we Lwowie (nagrobek wykonał Witold Wincenty Rawski). W 2021 jego pomnik został odnowiony.

## Odznaczenie
- Kawaler Orderu Franciszka Józefa – Austro-Węgry (1905)[16][2].